# 吴 (纪年)
吴（1367年1月31日—1368年1月23日）是朱元璋建立明朝前西吴政权使用的國號紀年名稱。

## 概述
韩宋龙凤十年（元至正二十四年）元旦（1364年2月4日），朱元璋在应天府自称吴王，建立西吴政权，名义上仍尊奉韩宋政权，但停用了龙凤年号。韩宋龙凤十二年（元至正二十六年）十二月（1367年1月1日—30日），韩宋皇帝韩林儿渡长江时遇船难溺死。朱元璋遂在次年元旦（1367年1月31日）改元为“吴元年”。吴二年正月初四（1368年1月23日），朱元璋在应天府称帝，建立明朝，建元“洪武”。
根根据文献资料，朱元璋停用龙凤年号，以王号“吴”纪元，称“吴元年”“吴二年”；唯俞本《纪事录》记载建元“吴元”，称“吴元元年”“吴元二年”。朱鸿林认为“吴元元年”并非笔误，无论是正式年号“吴元”还是以国号代年号的“吴”，均不脱离朱元璋生前所自封的吴王之意。
民国时期支伟成编撰的《吴王张士诚载记》，称张士诚改元朝至正二十三年（1363年）为吴元年，但张符骧《依归草》记载改元为吴王元年。
后世的朱以海的彷傚朱元璋的吴元年号改元“鲁”。

## 改元
- 龍鳳十三年——正月初一（1367年1月31日），改元為吳元年[3][4]。
- 吳二年——正月初四（1368年1月23日），改元為洪武元年[7]。

## 公元紀年對照表
| 吴   | 元年   | 二年   |
| ---- | ------ | ------ |
| 公元 | 1367年 | 1368年 |
| 干支 | 丁未   | 戊申   |

## 同期存在的其他政权年号
- 中國
  - 至正（1341年－1370年）：元朝—元顺帝之年号
  - 開熙（1367年－1371年）：明夏—明昇之年號
- 越南
  - 大治（1358年－1368年）：陳朝—陳裕宗之年號
- 日本
  - 正平（1347年－1370年）：南朝—后村上天皇与长庆天皇之年号
  - 貞治（1362年－1368年）：北朝—後光嚴天皇之年號

## 延伸閱讀
- 李新峰. . 北京: 中華書局. 2015年7月. ISBN 9787101109825.

| 前一年號： 韩宋：龙凤 （或用甲辰紀年） | 西吴紀年 1367年—1368年 | 下一年號： 明朝：洪武 |